# Bungenstockrücken
Bungenstockrücken är en bergstopp i Antarktis. Den ligger i Västantarktis. Argentina, Chile och Storbritannien gör anspråk på området. Toppen på Bungenstockrücken är 311 meter över havet.
Terrängen runt Bungenstockrücken är platt. Trakten är obefolkad. Det finns inga samhällen i närheten.